# Campeonato Uruguayo de Primera División 2007-08

El Campeonato Uruguayo 2007-08 fue el 104° torneo de primera división del fútbol uruguayo organizado por la AUF, correspondiente al año 2008. El torneo contó con la participación de 16 equipos, 14 provenientes de la capital del país y los dos restantes del interior, uno de Las Piedras y el otro de Tacuarembó.

## Sistema de disputa
El campeonato está dividido en dos etapas: Apertura y Clausura, las cuales se desarrollarán durante el semestre final del 2007, y el primero de 2008 respectivamente. 

En caso de que el campeón del Toreno Apertura y Clausura resulte ser el mismo equipo, este será consagrado campeón de la Temporada 2007-08. De no ser así, se disputará una semifinal entre los dos equipos ganadores de los respectivos torneos. El ganador de las semifinal jugará una final decisiva contra el ganador de la Tabla Anual. De resultar el ganador de la Anual el mismo equipo que el ganador de la semifinal, éste se consagrará campeón uruguayo.

Quién resulte campeón obtendrá la clasificación directa a las segunda fase (de grupos) de la Copa Libertadores 2009.
Los restantes clasificados tanto para la Copa Libertadores como para la Copa Sudamericana 2008 se decidirán mediante la disputa de un tercer torneo a mediados de 2008, la Liguilla Pre-Libertadores. En él participarán los seis equipos con mejor puntaje en la Tabla Anual.

## Torneo Apertura

### Posiciones
| Puesto | Equipo               | Pts | PJ | PG | PE | PP | GF | GC | Dif |
| ------ | -------------------- | --- | -- | -- | -- | -- | -- | -- | --- |
| 1°     | Defensor Sporting    | 35  | 15 | 11 | 2  | 2  | 26 | 10 | 16  |
| 2°     | Danubio              | 31  | 15 | 9  | 4  | 2  | 34 | 14 | 20  |
| 3°     | Rampla Juniors       | 31  | 15 | 9  | 4  | 2  | 21 | 12 | 9   |
| 4°     | River Plate          | 24  | 15 | 7  | 3  | 5  | 37 | 27 | 10  |
| 5°     | Nacional             | 24  | 15 | 6  | 6  | 3  | 19 | 12 | 7   |
| 6°     | Juventud             | 24  | 15 | 6  | 6  | 3  | 16 | 10 | 6   |
| 7°     | Cerro                | 23  | 15 | 5  | 8  | 2  | 16 | 14 | 2   |
| 8°     | Montevideo Wanderers | 21  | 15 | 6  | 3  | 6  | 24 | 26 | -2  |
| 9°     | Fénix                | 20  | 15 | 4  | 8  | 3  | 14 | 14 | 0   |
| 10°    | Central Español      | 18  | 15 | 5  | 3  | 7  | 22 | 28 | -6  |
| 11°    | Peñarol              | 17  | 15 | 4  | 5  | 6  | 21 | 23 | -2  |
| 11°    | Tacuarembó           | 17  | 15 | 4  | 5  | 6  | 15 | 21 | -6  |
| 13°    | Miramar Misiones     | 13  | 15 | 4  | 1  | 10 | 9  | 20 | -11 |
| 14°    | Liverpool            | 12  | 15 | 3  | 3  | 9  | 19 | 24 | -5  |
| 15°    | Progreso             | 11  | 15 | 3  | 2  | 10 | 14 | 38 | -24 |
| 16°    | Bella Vista          | 6   | 15 | 1  | 3  | 11 | 14 | 28 | -14 |

|  | Gana el Apertura, clasifica a la semifinal por el Campeonato. |

### Goleadores
| Futbolista        | Equipo               | Goles |
| ----------------- | -------------------- | ----- |
| Richard Porta     | River Plate          | 19    |
| Christian Stuani  | Danubio              | 19    |
| Nicolás Nicolay   | Tacuarembó           | 9     |
| Álvaro Navarro    | Defensor Sporting    | 8     |
| José María Franco | Peñarol              | 6     |
| Danilo Peinado    | Montevideo Wanderers | 6     |

## Torneo Clausura

### Posiciones
| Puesto | Equipo               | Pts | PJ | PG | PE | PP | GF | GC | Dif |
| ------ | -------------------- | --- | -- | -- | -- | -- | -- | -- | --- |
| 1°     | River Plate          | 37  | 15 | 12 | 1  | 2  | 48 | 17 | 31  |
| 1°     | Peñarol              | 37  | 15 | 12 | 1  | 2  | 40 | 15 | 25  |
| 3°     | Liverpool            | 31  | 15 | 9  | 4  | 2  | 36 | 21 | 15  |
| 3°     | Defensor Sporting    | 31  | 15 | 10 | 1  | 4  | 41 | 27 | 14  |
| 3°     | Nacional             | 31  | 15 | 10 | 1  | 4  | 33 | 21 | 12  |
| 6°     | Montevideo Wanderers | 23  | 15 | 7  | 2  | 6  | 20 | 25 | -5  |
| 7°     | Progreso             | 18  | 15 | 6  | 0  | 9  | 23 | 30 | -7  |
| 8°     | Bella Vista          | 17  | 15 | 5  | 2  | 8  | 17 | 24 | -7  |
| 8°     | Tacuarembó           | 17  | 15 | 5  | 2  | 8  | 18 | 29 | -11 |
| 10°    | Juventud             | 16  | 15 | 4  | 4  | 7  | 14 | 19 | -5  |
| 10°    | Rampla Juniors       | 16  | 15 | 4  | 4  | 7  | 13 | 32 | -19 |
| 12°    | Danubio              | 15  | 15 | 4  | 3  | 8  | 24 | 33 | -9  |
| 13°    | Central Español      | 14  | 15 | 4  | 2  | 9  | 16 | 24 | -8  |
| 13°    | Miramar Misiones     | 14  | 15 | 4  | 2  | 9  | 18 | 27 | -9  |
| 13°    | Cerro                | 14  | 15 | 4  | 2  | 9  | 14 | 25 | -11 |
| 16°    | Fénix                | 12  | 15 | 3  | 3  | 9  | 19 | 25 | -6  |

|  | Deben jugar partido desempate. |

#### Desempate
| 8 de junio de 2008                                                       | Peñarol                                                                                                   | 5:3 (2:3) | River Plate                                                          | Estadio Centenario, Montevideo |                             |
|                                                                          | Gerardo Alcoba 29' · Fernando Correa 44' · José María Franco 57' · Antonio Pacheco 78' · Carlos Bueno 83' |           | Gerardo Alcoba 7' · Pablo Tiscornia 31' · Jonathan Urretaviscaya 39' | Árbitro(s): Jorge Larrionda    | Árbitro(s): Jorge Larrionda |
| Peñarol gana el Clausura y se clasifica a la semifinal por el Campeonato | |           |                                                                      |                                |                             |

### Goleadores
| Jugador                | Equipo      | Goles |
| ---------------------- | ----------- | ----- |
| Paulo Pezzolano        | Liverpool   | 12    |
| Carlos Bueno           | Peñarol     | 11    |
| Henry Giménez          | River Plate | 11    |
| Sergio Souza           | River Plate | 10    |
| Bruno Fornaroli        | Nacional    | 10    |
| Jonathan Urretaviscaya | River Plate | 9     |
| Diego Ifrán            | Fénix       | 9     |

## Tabla Anual

### Posiciones
| Puesto | Equipo               | Pts | PJ | PG | PE | PP | GF | GC | Dif |
| ------ | -------------------- | --- | -- | -- | -- | -- | -- | -- | --- |
| 1°     | Defensor Sporting    | 66  | 30 | 21 | 3  | 6  | 67 | 37 | 30  |
| 2°     | River Plate          | 61  | 30 | 19 | 4  | 7  | 85 | 44 | 41  |
| 3°     | Nacional             | 55  | 30 | 16 | 7  | 7  | 52 | 33 | 19  |
| 4°     | Peñarol              | 54  | 30 | 16 | 6  | 8  | 61 | 38 | 23  |
| 5°     | Rampla Juniors       | 47  | 30 | 13 | 8  | 9  | 34 | 44 | -10 |
| 6°     | Danubio              | 46  | 30 | 13 | 7  | 10 | 58 | 47 | 11  |
| 7°     | Montevideo Wanderers | 44  | 30 | 13 | 5  | 12 | 44 | 51 | -7  |
| 8°     | Liverpool            | 43  | 30 | 12 | 7  | 11 | 55 | 45 | 10  |
| 9°     | Juventud             | 40  | 30 | 10 | 10 | 10 | 30 | 29 | 1   |
| 10°    | Cerro                | 37  | 30 | 9  | 10 | 11 | 30 | 39 | -9  |
| 11°    | Tacuarembó           | 34  | 30 | 9  | 7  | 14 | 33 | 50 | -17 |
| 12°    | Fénix                | 32  | 30 | 7  | 11 | 12 | 33 | 39 | -6  |
| 13°    | Central Español      | 32  | 30 | 9  | 5  | 16 | 38 | 52 | -14 |
| 14°    | Progreso             | 29  | 30 | 9  | 2  | 19 | 37 | 68 | -31 |
| 15°    | Miramar Misiones     | 27  | 30 | 8  | 3  | 19 | 27 | 47 | -20 |
| 16°    | Bella Vista          | 23  | 30 | 6  | 5  | 19 | 31 | 52 | -21 |

|  | Ganador de la Anual, avanza a la final por el Campeonato. También clasifica a la Liguilla. |
|  | Clasifica a la Liguilla.                                                                   |

## Definición del Campeonato
|  | Semifinal                       | Semifinal | Semifinal |  |  | Final                              | Final | Final |
|  |                                 |           |           |  |  |                                    |       |       |
|  |                                 |           |           |  |  |                                    |       |       |
|  | Defensor Sp. (Campeón Apertura) | 2         | 0         |  |  |                                    |       |       |
|  | Peñarol (Campeón Clausura)      | 1         | 0         |  |  |                                    |       |       |
|  |                                 |           |           |  |  |                                    |       |       |
|  |                                 |           |           |  |  | Defensor Sp. (Ganador Semifinal)   | —     | —     |
|  |                                 |           |           |  |  | Defensor Sp. (Ganador Tabla Anual) | —     | —     |
|  |                                 |           |           |  |  |                                    |       |       |

### Semifinal
| 22 de junio de 2008 | Peñarol          | 1:2 (1:2) | Defensor Sporting                | Estadio Centenario, Montevideo                             |                                                            |
|                     | Aguirregaray 43' |           | Lamas 8' · Gaglianone 21' (pen.) | Asistencia: 35.000 espectadores Árbitro(s): Líber Prudente | Asistencia: 35.000 espectadores Árbitro(s): Líber Prudente |

| 25 de junio de 2008                  | Defensor Sporting | 0:0 | Peñarol | Estadio Centenario, Montevideo |  |
|                                      |                   |     |         | Árbitro(s): Roberto Silvera    |  |
| Defensor Sporting gana 4-1 en puntos |                   |     |         |                                |  |

### Final
No fue necesario disputar una final. Defensor Sporting se consagró automáticamente campeón uruguayo al haber ganado la semifinal entre los ganadores de los torneos cortos y al mismo tiempo la Tabla Anual.
|                                                        |
| Uruguay                                                |
| Campeón Uruguayo 2007-08 Defensor Sporting 4.to título |

## Descenso
La tabla del descenso se compone de la suma de los puntos de la tabla anual de esta temporada y los de la tabla anual de la temporada anterior. En el caso de Juventud, Cerro y Fénix que ascendieron esta temporada, duplican el puntaje obtenido en la anual de esta temporada.

### Posiciones
| Puesto | Equipo               | Pts | PJ | PG | PE | PP | GF  | GC  | Dif |
| ------ | -------------------- | --- | -- | -- | -- | -- | --- | --- | --- |
| 1°     | Defensor Sporting    | 125 | 60 | 38 | 11 | 11 | 124 | 69  | 55  |
| 2°     | Peñarol              | 118 | 60 | 35 | 13 | 12 | 125 | 76  | 49  |
| 3°     | Danubio              | 112 | 60 | 34 | 10 | 16 | 120 | 74  | 46  |
| 4°     | Nacional             | 100 | 60 | 29 | 13 | 18 | 94  | 77  | 17  |
| 5°     | River Plate          | 97  | 60 | 28 | 13 | 19 | 126 | 91  | 35  |
| 6°     | Montevideo Wanderers | 97  | 60 | 29 | 10 | 21 | 97  | 90  | 7   |
| 7°     | Liverpool            | 85  | 60 | 24 | 13 | 23 | 102 | 89  | 13  |
| 8°     | Juventud             | 80  | 30 | 10 | 10 | 10 | 30  | 29  | 1   |
| 9°     | Rampla Juniors       | 79  | 60 | 21 | 16 | 23 | 69  | 91  | -22 |
| 10°    | Bella Vista          | 74  | 60 | 22 | 8  | 30 | 79  | 90  | -11 |
| 11°    | Cerro                | 74  | 30 | 9  | 10 | 11 | 30  | 39  | -9  |
| 12°    | Tacuarembó           | 70  | 60 | 17 | 19 | 24 | 73  | 89  | -16 |
| 13°    | Central Español      | 66  | 60 | 19 | 9  | 32 | 69  | 100 | -31 |
| 14°    | Fénix                | 64  | 30 | 7  | 11 | 12 | 33  | 39  | -6  |
| 15°    | Miramar Misiones     | 61  | 60 | 17 | 10 | 33 | 63  | 93  | -30 |
| 16°    | Progreso             | 60  | 60 | 16 | 12 | 32 | 75  | 120 | -45 |

|  | Desciende a Segunda división. |

## Clasificación a torneos continentales
Al consagrarse campeón uruguayo y por consiguiente clasificarse a la Copa Libertadores 2009, Defensor Sporting clasificará para la Copa Sudamericana 2008 terminando la Liguilla entre los 4 primeros puestos.

### Liguilla Pre-Libertadores
| Puesto | Equipo            | Pts | PJ | PG | PE | PP | GF | GC | Dif |
| ------ | ----------------- | --- | -- | -- | -- | -- | -- | -- | --- |
| 1°     | Nacional          | 10  | 5  | 3  | 1  | 1  | 12 | 7  | 5   |
| 2°     | Defensor Sporting | 10  | 5  | 3  | 1  | 1  | 8  | 4  | 4   |
| 3°     | Peñarol           | 8   | 5  | 2  | 2  | 1  | 9  | 8  | 1   |
| 4°     | River Plate       | 5   | 5  | 1  | 2  | 2  | 8  | 10 | -2  |
| 5°     | Danubio           | 4   | 5  | 1  | 1  | 3  | 4  | 6  | -2  |
| 6°     | Rampla Juniors    | 4   | 5  | 1  | 1  | 3  | 5  | 11 | -6  |

|  | Clasifica a la fase de grupos de la Copa Libertadores 2009.  |
|  | Clasifica a la fase preliminar de la Copa Libertadores 2009. |
|  | Clasifica a la Copa Sudamericana 2008.                       |

#### Desempate por el título de la Liguilla
| 27 de julio de 2008, 20:30 (UTC-3) | Nacional      | 1:0 (0:0) | Defensor Sporting | Estadio Centenario, Montevideo |                             |
|                                    | S. García 69' |           |                   | Árbitro(s): Jorge Larrionda    | Árbitro(s): Jorge Larrionda |

| Uruguay                                       |
| Campeón Liguilla 2007-08 Nacional 8.vo título |

### Equipos clasificados

#### Copa Libertadores 2009
|   | Equipo            | Clasificado como                 |
| - | ----------------- | -------------------------------- |
| 1 | Defensor Sporting | Campeón Primera División 2007-08 |
| 2 | Nacional          | Campeón Liguilla 2007-08         |
| 3 | Peñarol           | 3° puesto en la Liguilla 2007-08 |

#### Copa Sudamericana 2008
|   | Equipo            | Clasificado como                 |
| - | ----------------- | -------------------------------- |
| 1 | Defensor Sporting | 2° puesto en la Liguilla 2007-08 |
| 2 | River Plate       | 4° puesto en la Liguilla 2007-08 |